# Суданська кухня

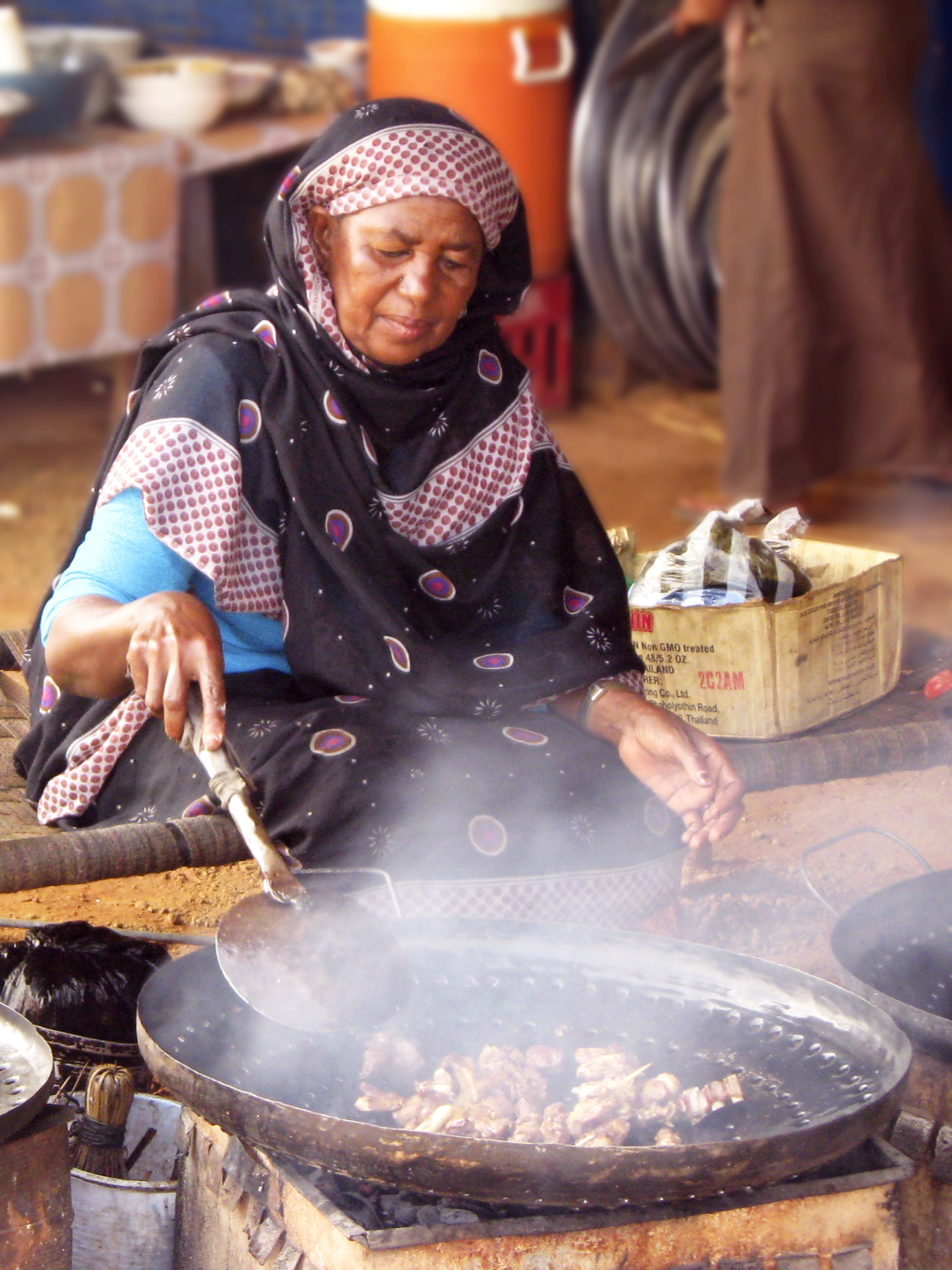
Жінка готує в Судані

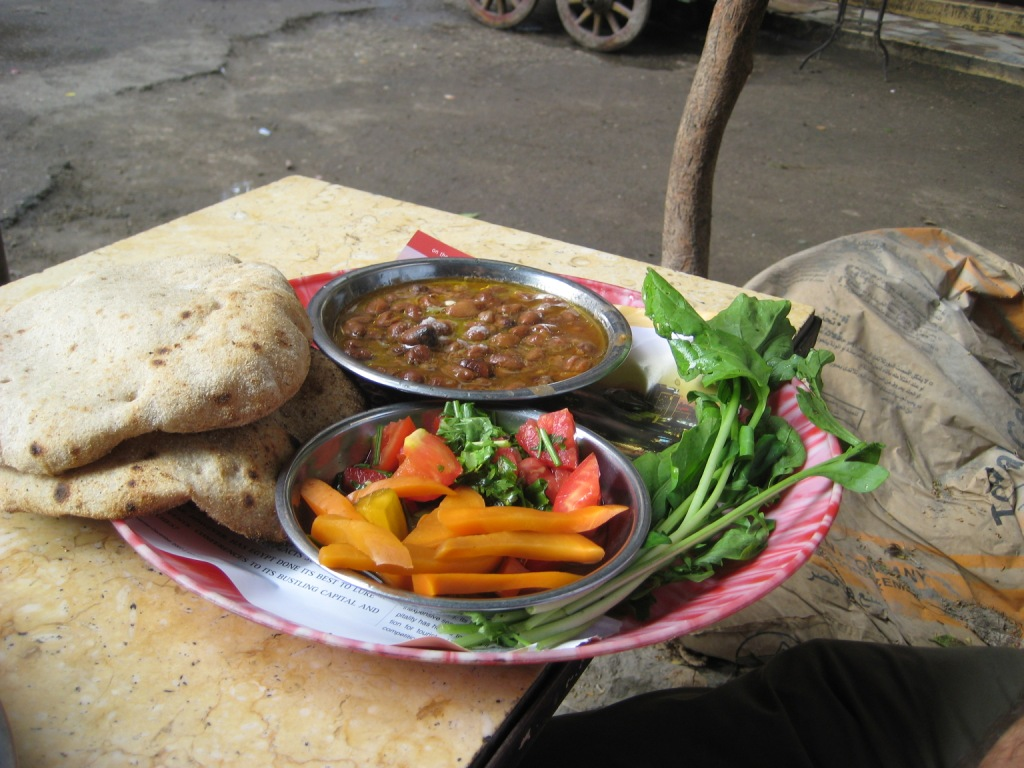
Фул мадамес

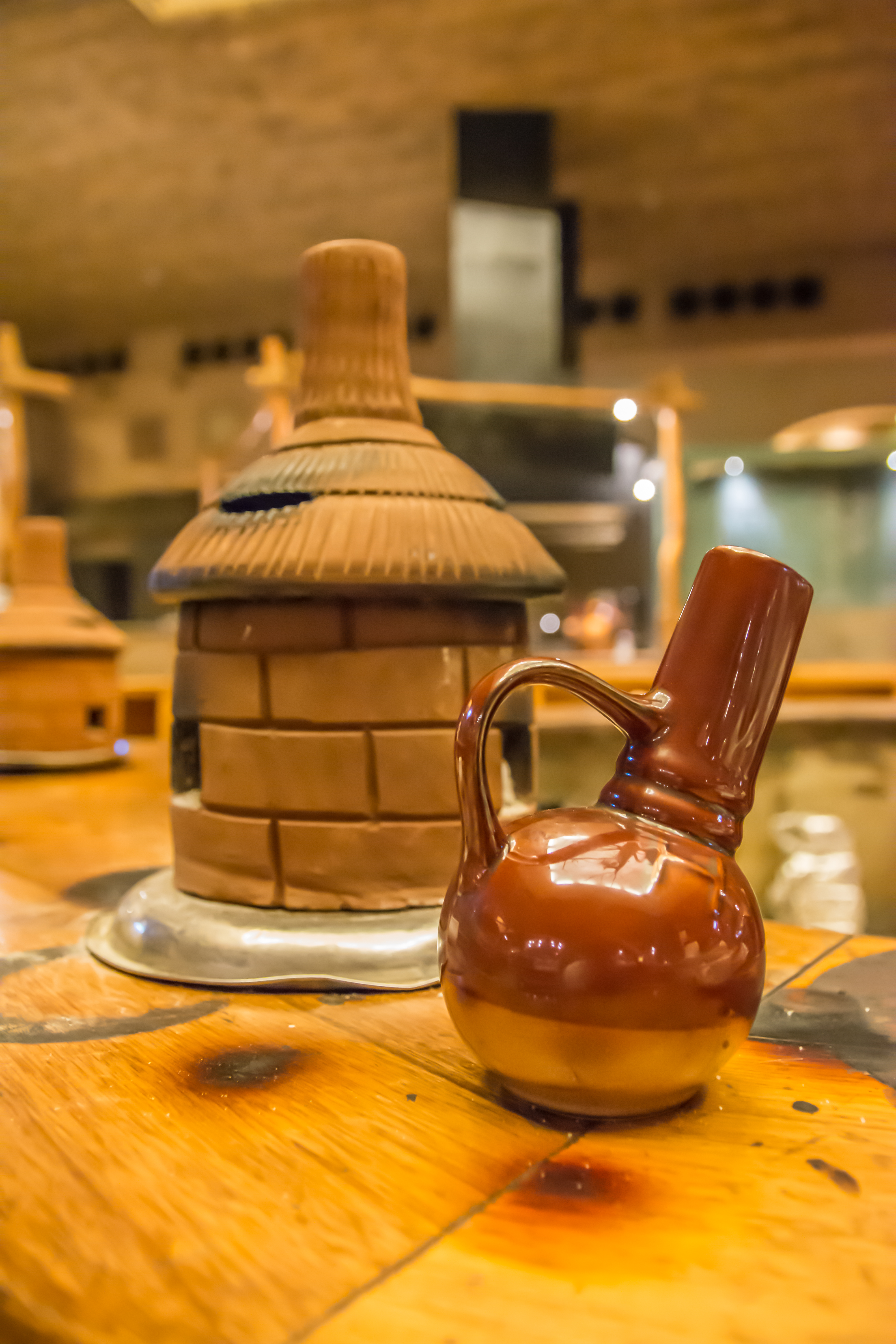
Традиційний суданський кавовий глечик

Суданська кухня варіюється в залежності від регіону, і значною мірою залежить від міжкультурних впливів у Судані протягом усієї своєї історії.

## Аперитив
До їжі належать elmaraara і umfitit, які готуються з овечих субпродуктів (включаючи легені, печінку та шлунок), цибулі, арахісової олії та солі. Їх їдять сирими.

### Алкогольні напої
Історично Судан був однією з небагатьох мусульманських країн, де дозволялося вживання алкоголю. Чоловіки пили просяне вино, шарбот (алкогольний напій зі зброжених фініків) та араки (алкогольний джин, виготовлений з фініків). З настанням 20-го століття суданці під впливом європейців почали пити віскі та пиво. З кінця 1980-х років, коли був введений суданський шаріат, алкоголь був заборонений. Закон забороняє продаж, купівлю та вживання алкоголю. 40 ударів хлистом — покарання за порушення заборони на алкоголь. Колишній президент Судану Джафар Німейрі прийняв шаріат у вересні 1983 року, ознаменувавши цю подію скиданням алкоголю в річку Ніл. Виробники араки в Судані продовжують виробництво напою, незважаючи на шаріат..

## Сири
- Гібна Доміаті (білий сир)[4][5]

## Супи та рагу
Деякі рагу, у тому числі Mullah, Waika, Bussaara і Sabaroag використовують Ni'aimiya (суданська суміш спецій) і сушену бамію. Miris — це тушковане м'ясо, приготоване з овечого жиру, цибулі та сушеної бамії. Sharmout Abiyad виготовляється із сушеного м'яса, а Kajaik — із сушеної риби. Asseeda або Asseeda Dukun. В Екваторії в Asseeda додають Mouloukhiya (місцевий зелений овоч).
Суданські супи включають Kawari, приготовані з копит великої рогатої худоби або овець з овочами, і Elmussalammiya, приготовлену з печінки, борошна, фініків та спецій.